# Månfisk
Månfisk (Monodactylus argenteus) är en fiskart som först beskrevs av Carl von Linné 1758.  Månfisk ingår i släktet Monodactylus och familjen Monodactylidae. Inga underarter finns listade i Catalogue of Life.